# Loïc Duval
Loïc Duval, född 12 juni 1982, är en fransk professionell racerförare och fabriksförare för Audi Sport i bland annat DTM.

## Racingkarriär
Duval har bland annat kört F3 Euroseries. Han stod i pole position i det avgörande racet i Macaos Grand Prix 2005 men tjuvstartade.
Duval tävlar numera i Formel Nippon. Under 2008 körde han även A1GP. Han var racevinnare, och hade lyckade insatser i båda serierna under 2008, med en andraplats i Nippon. Under säsongen 2009 omsatte Duval sin fart i karriärens första titel, när han vann formel Nippon i överlägsen stil.